# コルヴィナ文庫

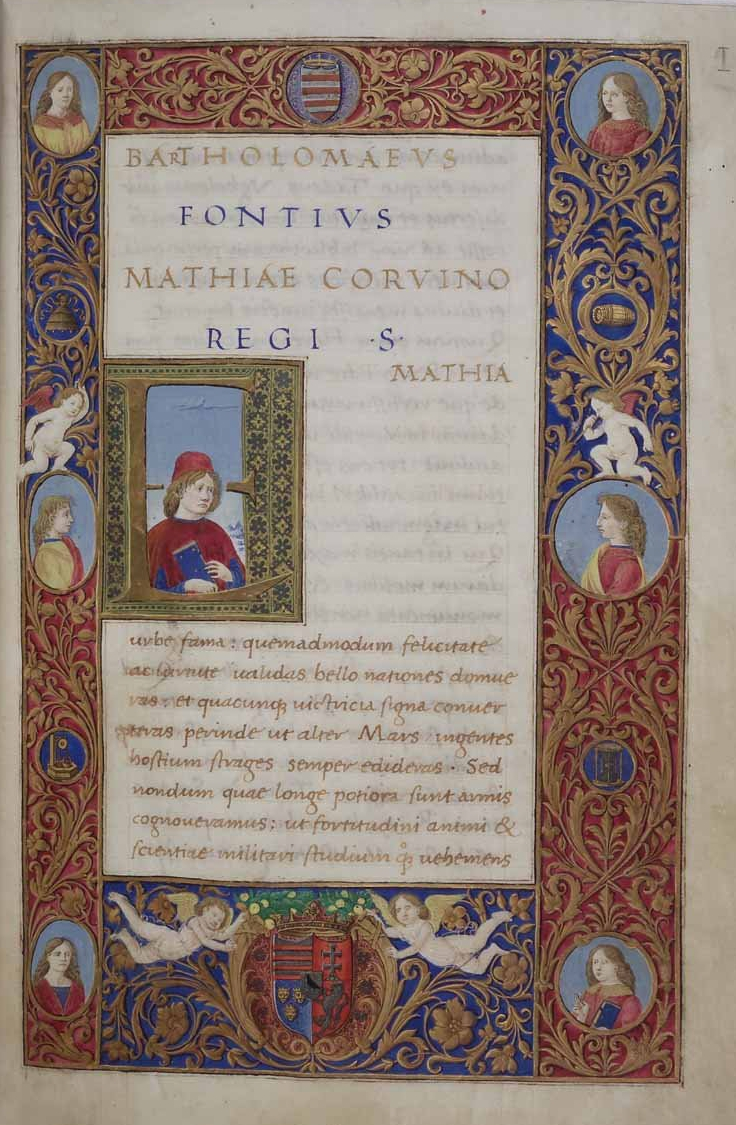
ゲルフ写本の表紙、アウグスト公爵図書館、ヴォルフェンビュッテル

コルヴィナ文庫（ラテン語：Bibliotheca Corviniana；ハンガリー語：Corvinák）は、ルネサンス期に設立された最も有名な図書館の一つ。ハンガリー王マーチャーシュ1世（在位1458年 - 1490年）によって創設された。
当時のキリスト教世界で最も強勢な支配者の一人だったマーチャーシュは、1460年頃から書物の収集を始めた。彼が死んだとき、蔵書は約3000の写本からなり、多くのギリシア語、ラテン語作家の著作4000から5000作品が書き写されていた。写本は代表的な文芸創作事業であり、ルネサンスにおける知識と学芸（哲学、神学、歴史、法、地理、自然科学、医学、建築など）の地位を高まりを反映するものだった。16世紀にトルコ人がたびたびハンガリーに侵略を行った結果、写本は散逸したり破壊されたりした。650の写本だけが残り、現在はハンガリーや他のヨーロッパ諸国の図書館に保管されている。
当時、マーチャーシュの図書館はアルプス以北のヨーロッパでは最大の規模を誇っており、同時代人の証言によれば、全ヨーロッパ世界でもバチカン図書館に次ぐ2番目の規模だったという。1489年、フィレンツェの住人バルトロメオ・デル・フォンテは、ロレンツォ・デ・メディチがハンガリー王の図書館の例に倣って、自分のためのギリシア・ラテン語図書館を設立したと書いている。
現存する写本のうち3分の2の作品は、王の死後に制作されている。作品のうちの一部は、皇帝コンスタンティノス・ポルフュロゲネトスの宮廷儀礼指南書や、ニケフォロス・カリストゥス・クサントポウロスの教会史などビザンチンの古典や、古典古代のヒュペレイデスの全作品、フラウィウス・クレスコニウス・コリップス、クスピニアヌス、プロコピオスの著作といった、原典を伝える唯一の写本が存在することも有名である。
ハンガリーの国立セーチェーニ図書館では、コルヴィナ文庫をデジタル化して復元を試みるプロジェクトが進められている。